# Unai Orradre
Unai Orradre (* 9. April 2004 in La Rioja) ist ein spanischer Motorradrennfahrer.

## Statistik

### In der Supersport-Weltmeisterschaft
(Stand: Saisonende 2022)
| Saison | Team             | Motorrad       | Rennen | Siege | Zweiter | Dritter | Poles | Schn. Runden | Punkte | Ergebnis |
| ------ | ---------------- | -------------- | ------ | ----- | ------- | ------- | ----- | ------------ | ------ | -------- |
| 2021   | Yamaha MS Racing | Yamaha YZF-R 6 | 11     | –     | –       | –       | –     | –            | 16     | 24.      |
| 2022   | Yamaha MS Racing | Yamaha YZF-R 6 | 20     | –     | –       | –       | –     | –            | 9      | 30.      |
| Gesamt | Gesamt           | Gesamt         | 31     | 0     | 0       | 0       | 0     | 0            | 25     |          |

### In der Supersport-300-Weltmeisterschaft
| Saison | Team             | Motorrad      | Rennen | Siege | Zweiter | Dritter | Poles | Schn. Runden | Punkte | Ergebnis |
| ------ | ---------------- | ------------- | ------ | ----- | ------- | ------- | ----- | ------------ | ------ | -------- |
| 2019   | Yamaha MS Racing | Yamaha YZF-R3 | 5      | –     | –       | –       | –     | –            | 11     | 22.      |
| 2020   | Yamaha MS Racing | Yamaha YZF-R3 | 14     | 1     | 1       | 1       | –     | 1            | 105    | 7.       |
| 2021   | Yamaha MS Racing | Yamaha YZF-R3 | 8      | –     | 1       | –       | –     | 1            | 39     | 20.      |
| Gesamt | Gesamt           | Gesamt        | 27     | 1     | 2       | 1       | 0     | 2            | 155    |          |